# Rhaphium gussakovskii
Rhaphium gussakovskii är en tvåvingeart som beskrevs av Stackelberg och Negrobov 1976. Rhaphium gussakovskii ingår i släktet Rhaphium och familjen styltflugor. Inga underarter finns listade i Catalogue of Life.